# Casey Stoney
Casey Stoney és una jugadora de futbol, que juga com a defensa. És internacional amb Anglaterra des del 2000. Ha jugat tres Mundials i tres Eurocopes des de 2005, participant en el subcampionat europeu del 2009 i el bronze mundial del 2015. També ha jugat els Jocs Olímpics de Londres amb Gran Bretanya. A nivel de clubs ha guanyat 2 Lliges, 4 Copes i 4 Copes de la Lliga amb el Arsenal i el Charlton.

## Trajectòria
| Temporades    | Lliga             | Club              | P   | G  | Actualitzat |
| ------------- | ----------------- | ----------------- | --- | -- | ----------- |
| 99/00 - 01/02 | D1                | Arsenal FC        |     |    |             |
| 02/03 - 06/07 | D1                | Charlton Athletic |     |    |             |
| 07/08 - 09/10 | D1                | Chelsea FC        |     |    |             |
| 2011 - 2013   | D1                | Lincoln Ladies    | 38  | 01 |             |
| 2014 - act.   | D1                | Arsenal FC        | 39  | 05 | 29/11/2016  |
|               |                   |                   |     |    |             |
| 2000 - act.   | Selecció absoluta | Selecció absoluta | 118 | 06 |             |
| 2012          | Selecció absoluta | Selecció absoluta | 05  | 01 |             |

## Palmarès

### Títols — clubs
- 2 Lligues
  - 00/01 — 01/02
- 4 Copes
  - 00/01 — 04/05 — 13/14 — 15/16
- 4 Copes de la Lliga
  - 99/00 — 00/01 — 03/04 — 05/06

### Reconeixements — premis
- Jugadora internacional del any
  - 07/08